# 軍事航空
軍事航空（ぐんじこうくう、英語: Military aviation）は、軍事用途に供される航空機の運用のこと。航空機の運用はこの軍事航空と、民間航空（定期航空路線とゼネラル・アビエーション）に大別される。
軍事航空に供される航空機を軍用機といい、戦闘機、軍用輸送機などが含まれる。